# Djupfjordbroen
67°54′50″N 013°04′43″Ø / 67.91389°N 13.07861°Ø
 Ikke at forveksle med Djupfjordstraumen bro.
Djupfjordbroen (norsk  Djupfjordbrua) er en bro som krydser Djupfjorden i Moskenes kommune i Nordland fylke  i Norge. Den  er en 259 meter lang kassebro i stål, med længste spænd på 83 meter. Den blev åbnet 3. juni 2003 og erstattede en tidligere bro over fjorden. Broen er en del af Europavej E10.
Bygningen af den  nye bro tog 2 år, hvilket var længere end planlagt. Under bygningen var der problemer med stærk strøm, bølger og vind i fjorden. Broen, tilkørselsveje og nedrivningen af den gamle bro kostede ca. 57 millioner kroner.
Den gamle bro var en hængebro bygget i 1959.